# Kirchhausen (Steinen)
Kirchhausen ist ein Wohnplatz, der zur baden-württembergischen Gemeinde Steinen gehört. Er liegt im nördlichen Ortsteil Endenburg und liegt auf  643 m ü. NHN Höhe. Der Ort Kirchhausen wurde erstmalig 1344 als „Kilchenhusuin“ erwähnt. Kirchhausen liegt an einer Serpentine der K 6309 zwischen Endenburg und Lehnacker beziehungsweise Sallneck. In Kirchhausen befindet sich das Bauernhausmuseum Schneiderhof.

## Geschichte

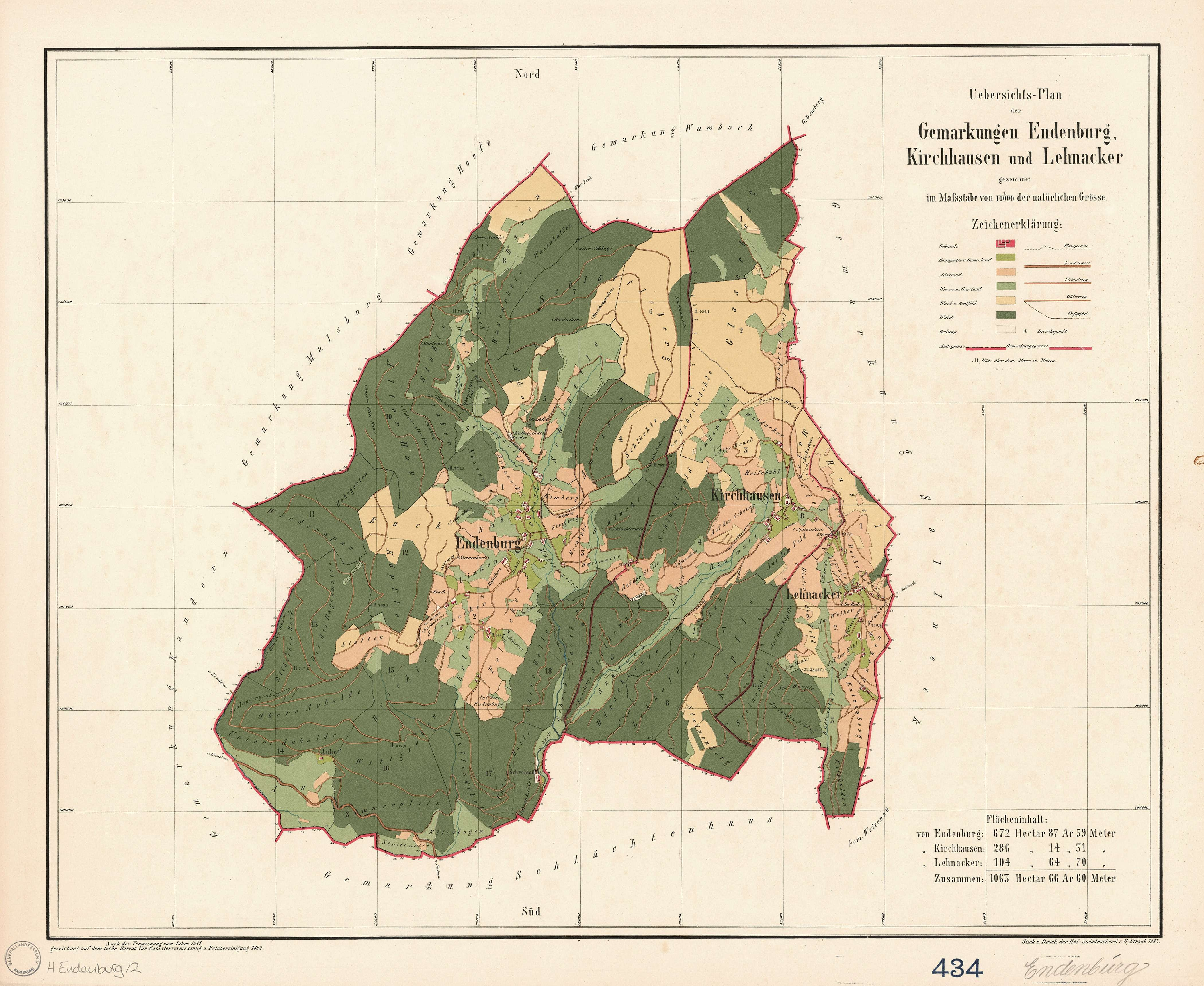
Karte von Lehnacker, Kirchhausen und Endenburg (1881)

Bei dem 1344 erstmals als „Kilchenhusuin“ genannt Ort ist unklar, ob er eine Ausbausiedlung von Endenburg oder Weitenau gewesen war. Sein Name erklärt sich wohl aus der Zugehörigkeit zum Kleinen Wiesental. 1573 wird Kirchhausen als Dorf bezeichnet und hatte seine eigene Gemarkung. Im selben Jahr ist auch eine Allmend dokumentiert. 1733 ist eine Verwaltung durch einen Geschworenen bestätigt. Das Dorf unterstand zunächst der Vogtei Tegernau, wohin es die Steuern entrichtete. Kirchhausen war erst in Endenburg, später nach Tegernau eingepfarrt. 1782 zählte der Ort 70 Einwohner. Im 18. Jahrhundert war das Handwerksgewerbe schwach vertreten, es dominierte die Landwirtschaft.

## Bauernhausmuseum Schneiderhof

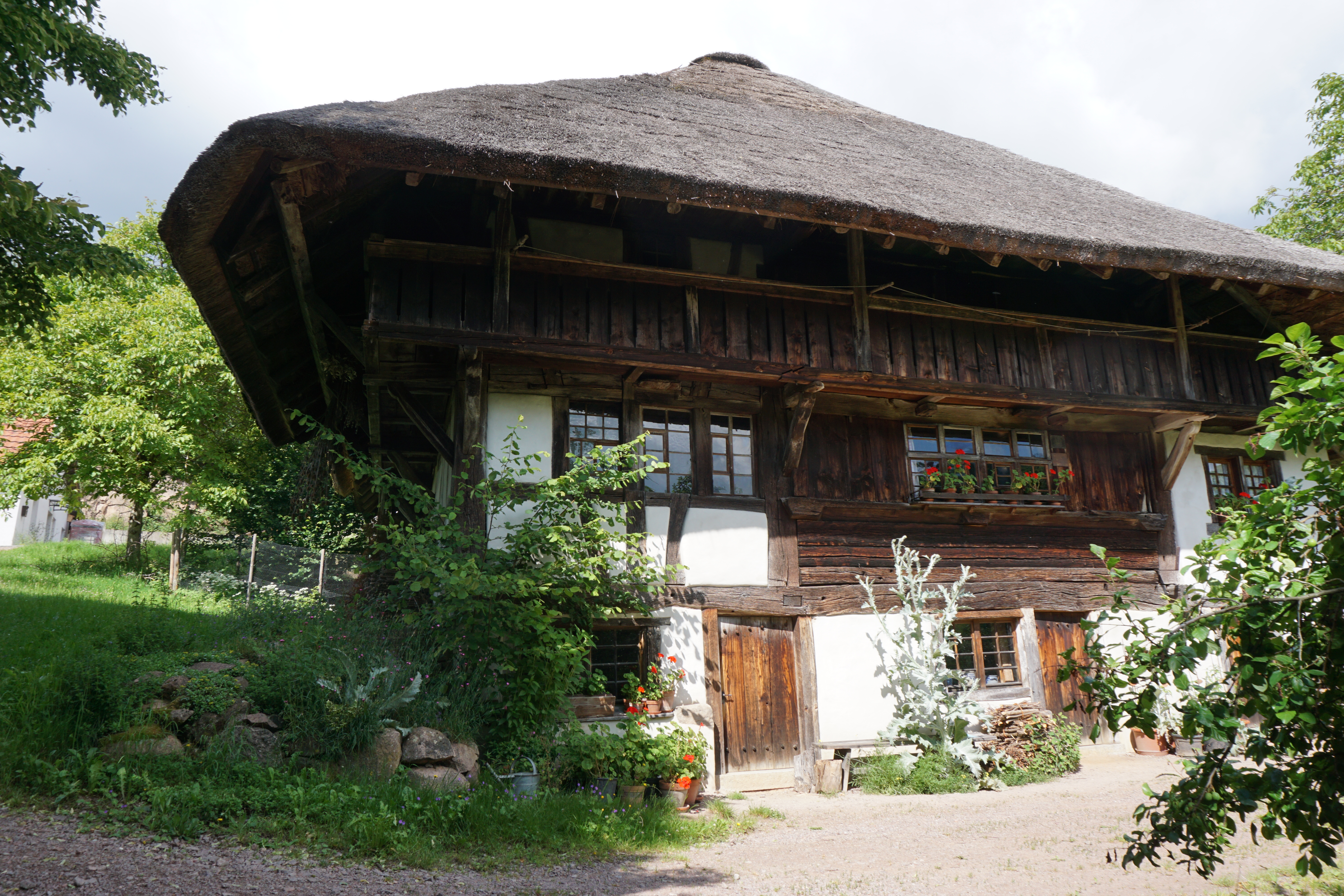
Schneiderhof (2020)

Der Schneiderhof in Kirchhausen wurde 1696 als typisches Schwarzwaldhaus erbaut und ist in seiner Ursprünglichkeit bis heute fast unverändert. Nach dem Tod der letzten Bewirtschafterin übernahm 1987 der gemeinnützige Verein zur Erhaltung des Schneiderhofes in Kirchhausen e.V. den Schneiderhof und restaurierte ihn in den neun folgenden Jahren. Das Landesdenkmalamt stufte den Hof als „Kulturdenkmal von besonderer Bedeutung, an dessen Erhaltung ein gesteigertes öffentliches Interesse besteht“ ein.
Heute ist der Hof ein Museum, das dem Besucher ein anschauliches Bild der Lebens- und Arbeitsweisen der Schwarzwaldbewohner vermittelt.